# Alexandru Grama
Alexandru Grama (n. 8 ianuarie 1850, Blaj, comitatul Alba de Jos – d. 12 iunie 1896, Blaj) a fost un preot român unit, profesor la Academia Teologică Greco-Catolică din Blaj. A polemizat cu Mihai Eminescu pe tema esteticului în artă.

## Biografie
Alexandru Grama s-a născut la Blaj, comitatul Alba de Jos, Transilvania, la 8 ianuarie 1850. A făcut studiile primare și o parte din cele secundare, schimbând în clasele ultime Blajul cu Sibiul.
Între anii 1871-1872, fiind absolvent al Seminarului teologic din Blaj, se duce la Viena, unde timp de un an de zile a studiat filosofie. Întors la Blaj în 1872 a predat fizica în liceu, iar în 1883, hirotonindu-se preot, este trimis din nou în Viena, în institutul "Augustineum" pentru perfecționarea în studiile teologice.
La 1877, doctor în teologie, revine la Blaj, unde este eventual numit profesor de drept canonic și istoria bisericească la Seminarul Teologic, și predă religie la liceu. În această calitate funcționează până la moartea subită în 1896.
De asemenea, a fost și profesor de drept canonic și de istorie bisericească la Academia Teologică Greco-Catolică din Blaj, între anii 1877-1893. Din anul 1892 a fost rector al acestei instituții.
În Biserica Română Unită cu Roma (greco-catolică) a îndeplinit și demnitatea de canonic. 
Începând cu anul 1883 publică la Blaj, la Tipografia Seminarului greco-catolic, timp de 4 ani, la Foia basericească, organ pentru cultura religioasă a clerului și a poporului, fiind redactorul și editorul acestei publicații. 
În anul 1890, alături de episcopul Vasile Hossu, Augustin Bunea, Victor Smighelschi și Izidor Marcu, Alexandru Grama a fost cofondator al publicației religioase Unirea, care apare la Blaj. 
Alexandru Grama s-a stins din viață la 12 iunie 1896, la Blaj.

## Câteva opere
- Principiile morale sau etice ale religiunii creștine, pentru gimnazii, Blaj, 1878, 79 pagini;
- Introducere în cărțile Sfintei Scripturi pentru gimnazii, Blaj, 1878,
- Explicarea mecanică modernă a naturii și credinței în Dumnezeu, Blaj 1881;
- Elemente de istoria bisericească universală și particulară a românilor, pentru gimnaziile superioare, Blaj, 1879, 87 pagini;
- Istoria universală a Bisericii de la începuturile ei până în zilele noastre, pentru seminarii și uz privat, Blaj, 1883, 515 + VIl pagini; (Istori'a baserecei romanesci dela inceputulu  ei și pana în dilele nostre, pretiulu 2 fl. v. a.).
- Istoria Bisericii românești unite cu Roma, Blaj, 1884, 3 f. + 11 + 223 pagini;
- Instituțiunile calvinești în Biserica românească din Ardeal, Blaj, 1895, X + 476 pagini;
- Cestiuni din dreptul și istoria Bisericii românești unite, Blaj, 2 vol., 1893 - 1894, 669 pagini;
- Mihail Eminescu. Studiu critic, Blaj, 1891, 214 pagini.